# Center Ridge
Center Ridge è un census-designated place (CDP) degli Stati Uniti d'America, situato in Arkansas, nella contea di Conway. Secondo il censimento del 2020 gli abitanti di Center Ridge ammontavano a 290.